# Dachpeck

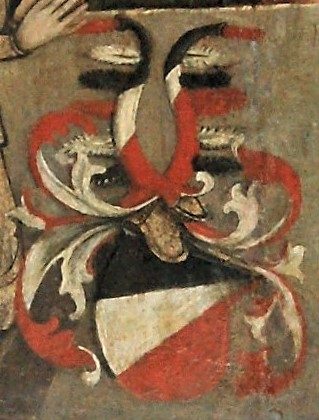
Wappen des Hans von Dachpeck zu Greillenstein (gest. 1499)

Die Dachpeck von Greillenstein und Siegharts, auch Dachpecker(h), Dachbecker(h), Dappacher sowie Von Dachpeck und Von Dappach genannt waren eine uradelige Familie des niederen Adels, deren Mitglieder im heutigen Niederösterreich begütert waren.

## Chronologie
Die Dachpeck waren ursprünglich Lehensleute der Maissauer. Ihr sozialer Stand war bis ca. 1380 der eines Knappen (ab dieser Zeit wurden sie teilweise als Ritter bekundet). Die erste Nennung fällt in das Jahr 1135 als „Engischalch de Dahebach“ genannt wurde. Weiters genannt wurden 1210 Heinrich und Engelbert von Dachpeck als Zeugen. Elisabeth Dachpeck wurde durch die Ehe mit Hans Kuefsteiner (* um 1274; † 1330) Pfleger der Herrschaft Spitz an der Donau zur ersten Stammmutter des Hauses Kuefstein. 1313 nennt sich unter anderem Heinrich Dachpecker (Dappach) als „chnappen in dem Peugreich“ (Knappen im Poigenreich). Demselben Heinrich Dachpecker verlieh Ulrich von Maissau 1319 das feste Haus zu Dappach. Hans Ritter zu Dappach empfing Maissauer Lehen bei Göpfritz und Grünau. 1371 erwarben die Dachpeck die Herrschaft Greillenstein und teilten sich in zwei Linien, die zu Dappach und die zu Greillenstein. Auch waren die Dachpeck nach 1380 häufig Pfleger der Burg von Weitra. 1415 erwarb Wulfing der Dachpeck Schloss Harmannsdorf. Um 1428 starb die Dappacher Linie mit Christoph von Dachpeck aus und wurde durch Wulfing und Engelbrecht von Dachpeck beerbt. 1455 wurde Engelbrecht als alleiniger Lehensträger des landesfürstlichen Lehen Dappach genannt. Engelbrechts Sohn Wolfgang von Dachpeck zu Greillenstein und Groß Siegharts wurde im Jahr 1475 genannt.

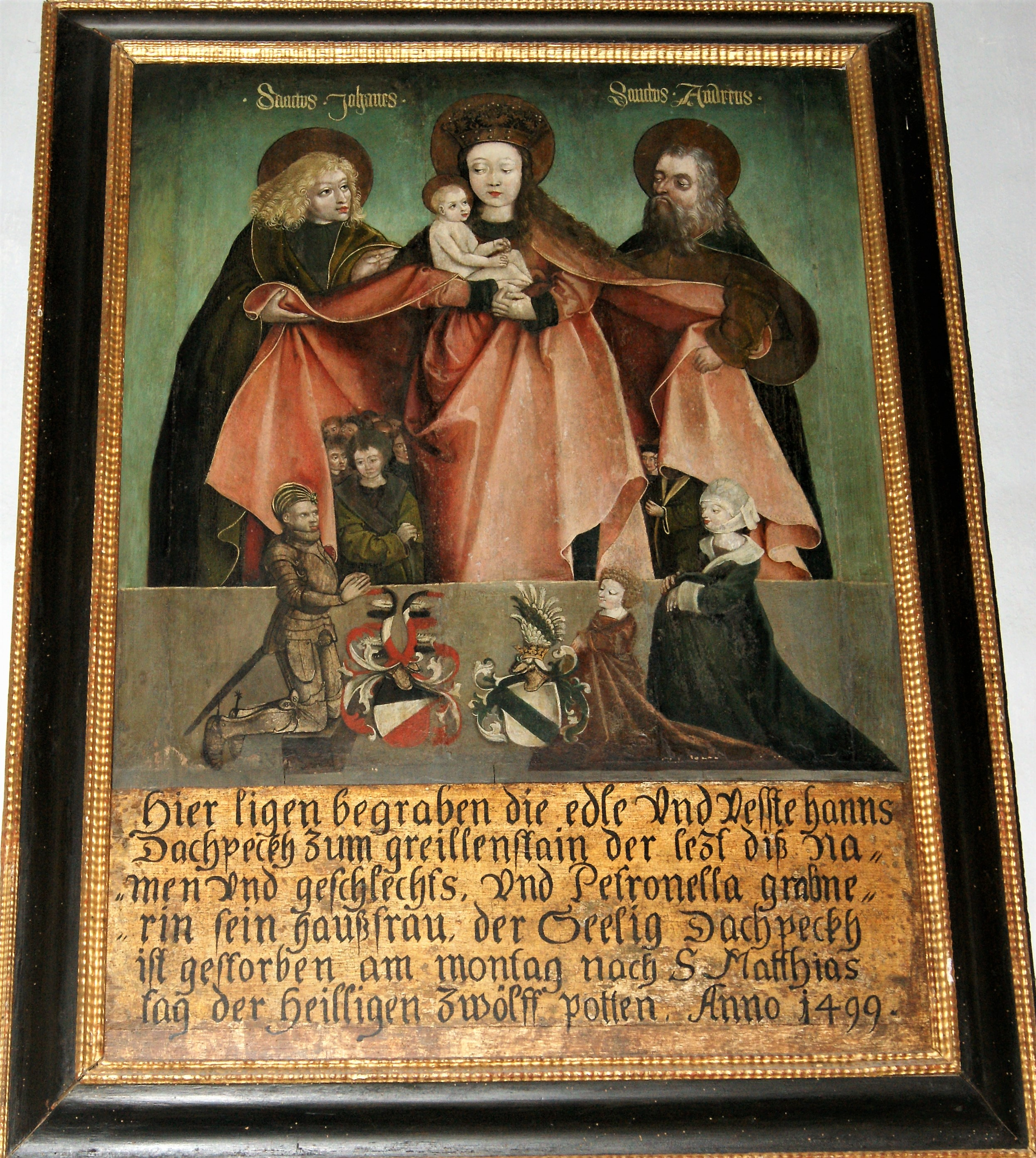
Epitaph der Eheleute Hans von Dachpeck zu Greillenstein (gest. 1499) und Petronella Grabner zu Judenau auf Schloss Greillenstein

Sein Sohn Hans von Dachpeck († 1499) war der letzte seines Stammes, und mit Petronella Grabner zu Judenau verehelicht. Siegharts und Greillenstein ergingen an seine Töchter Veronika, verehelicht mit Ruprecht von Welz zu Spiegelfeld und 1532 mit Christoph von Greisseneck (Greisenegger) und Petronella, die mit ihrem Vetter Sebastian I. Grabner zu Rosenburg verheiratet war. Das Haus zu „Dachpach“ wurde seitens des Landesfürsten 1503 an Sebastians Vater Christoph Grabner zu Rosenburg, Wigileus Fellabrunner und Stephan Mühlwanger verliehen. Nachfolgende Herren waren 1533 Von Greisseneck sowie 1537 Ludwig Welzer [Welz zu Spiegelfeld]. 1652 wurde das „Haus Dachbach“ samt Meierhof, Baumgarten und weiterem Zubehör durch die Kuefstein auf Greillenstein erworben. So wie Dappach ist auch Harmannsdorf an den Schwager von Hans Dachpeck, Wigileus Fellabrunner, ergangen, und hernach auch an die Grabner.

## Wappen
Laut Siebmacher's Wappenbuch:
In rotem Feld ein rundes, geschupptes, weißes Kuppeldach, oben mit zwei Adlerflügeln besetzt. Ober dem Schild ein geschlossener Helm, darauf zwei rote, zwei mal weiss durchstreifte Büffelhörner. Helmdecken rot und silber.

## Information
Die Daten zu diesem Artikel wurden aus der Von Graben Forschung von Matthias Laurenz Gräff übernommen.

## Weblink
- Dappach. In: NÖ-Burgen online. Institut für Realienkunde des Mittelalters und der frühen Neuzeit, Universität Salzburg